# Аргир (византијска породица)
Аргир (изведено од ἄργυρος , "сребро"), женски Аргире ( Ἀργυρή ), латинизован као Аргирус и Аргира, био је назив истакнуте аристократске породице римских царева Византијског царства која је деловала од средине 9. века до самог краја Царства у 15. веку, иако је свој врхунац доживела средином 11. века. Име је такође развило варијанте облика Аргиропоулос ( Ἀργυρόπουλος ) и женског рода Аргиропоулина ( Ἀργυροπουλίνα ). 
Аргири су очигледно потекли из провинције Харсијанон, где су имали велика имања.   Они су стога припадали анатолској војној аристократији („ динатои “); заиста, они су међу најранијим, и готово архетипским, таквим породицама које су се појавиле, заједно са Дукама .  Породица је први пут сигурно потврђена средином 9. века, али можда потиче од извесног патрикија Маријана и његовог сина Еустатија, којег су Омајади заробили 740/41. године и погубили након што је одбио да пређе на ислам. 
Почевши од оснивача породице, Лава Аргира, већина раних чланова били су војни официри, као што су Евстатије Аргир и његови синови Лав и Потос, или Василије Аргир у 11. веку.  Василијев брат, једини Аргир из периода процвата породице који је постао службеник државне службе, постао је цар Роман III Аргир (р. 1028 – 1034).  Алексије I Комнин је био верен  дамом из рода Аргира, али је она умрла пре венчања. У Комнинском периоду статус породице је опао, а каснији Аргири или Аргиропулои су углавном били земљопоседници или интелектуалци, између осталих астроном Исак Аргир и хуманиста Јован Аргиропулос .